# La Veu de Catalunya
La Veu de Catalunya meestal kortweg La Veu was tussen 1899 en 1937 een krant uit Catalonië in het Catalaans. In de loop van zijn bestaan heeft het blad herhaaldelijk last gehad met de Spaanse censuur en werd het regelmatig verboden.
Het was de opvolger van een letterkundig weekblad met dezelfde naam dat op 11 januari 1891 door advocaat Narcís Verdaguer i Callís (1862-1918), goudsmid en financier Joaquim Cabot i Rovira (1861-1951) en priester-dichter Jaume Collell i Bancells (1846-1932) werd gelanceerd. Onder de leiding van Enric Prat de la Riba i Sarrà werd begin 1899 tot een dagblad omgevormd, als spreekbuis van de politieke partij Lliga Regionalista. Het verscheen tweemaal per dag.
Door de medewerking van gerenommeerde schrijvers en politici was het in de eerste helft van de twintigste-eeuws een van de invloedrijkste kranten. Enric Prat de la Riba, Francesc Cambó, Raimon Casellas, Ildefons Sunyol i Casanovas, Prudenci Bertrana, Josep Maria Junoy i Muns, Eugeni d’Ors (pseudoniem Xènius), Josep Pla, Jaume Bofill i Mates (Puck, Guerau de Liost, One), Josep Carner (Bellafila, Caliban, Two), Manuel Brunet, Carles Sentís, Irene Polo, Ignasi Agustí, Ferran Agulló (Pol) schreven regelmatige bijdragen. Vooral de essays van Xènius en Josep Carner hebben de tand des tijds weerstaan en blijven tot op vandaag interessante lectuur.
Het werd een eerste keer verboden tussen mei 1900 en maart 1901 wegens een hoofdartikel. In die tijd bleef het wel onder andere namen zoals La Creu de Catalunya en Diari de Catalunya verschijnen. In maart 1902 werd Prat de la Riba kort gevangen gezet wegens een artikel dat ook in L'indépendant uit Perpinyà verscheen. Beledigd door een karikatuur van Joan Junceda over de nederlagen van het Spaanse leger, heeft het leger de redactielokalen in de nacht van 25 november 1905 bestormd. Daarop volgden een aantal represailles en de zogenaamde “Wet op de Jurisdicties” die aan het leger verregaande macht gaf om op te treden tegen alles wat het als beledigend of als een bedreiging voor de eenheid van Spanje beschouwde. Als reactie op deze repressieve wet hebben alle Catalaanse politieke partijen zich in 1906 verenigd in een nieuwe partij: Solidaritat Catalana.
In 1936, bij het begin van de Spaanse Burgeroorlog werd het blad onteigend. De installaties werden gebruikt voor een aantal linkse publicaties zoals Diari de l'autonomia i de la República, Diari antifeixista en CNT-Diari antifeixista-AIT. Na de machtsovername door dictator Francisco Franco in 1939 werd de pers door het franquistische regime streng gecontroleerd en werd het verboden in het Catalaans te publiceren. Het zou nog duren tot na de dood van de dictator vooraleer er in 1976 met Avui opnieuw een Catalaans dagblad kon verschijnen.
Lijst van dagbladen